# Predrag Mijatović
Predrag Mijatović (en serbe en écriture cyrillique : Предраг Мијатовић), est un footballeur monténégrin, international yougoslave, né le 19 janvier 1969 à Titograd en Yougoslavie (aujourd'hui Podgorica au Monténégro). Il a été du 3 juillet 2006 jusqu'en juin 2009 le directeur sportif de la section football du Real Madrid. Il est considéré comme l'un des meilleurs joueurs yougoslaves des années 1990. Au cours de sa carrière, son poste sur le terrain a principalement été attaquant, mais il a souvent été utilisé, notamment en fin de carrière, comme milieu de terrain offensif.
Mijatović a joué pour six clubs différents : Budućnost Podgorica|, le FK Partizan Belgrade, Valence CF, le Real Madrid, la Fiorentina et Levante. Au niveau international, Mijatović a été sélectionné 73 fois, marquant 28 buts (ces apparitions sont réparties entre l'ex-Yougoslavie et la République fédérale de Yougoslavie). Il a joué lors de la Coupe du monde 1998 et l'Euro 2000. En 1997, au classement du Ballon d'or, il a terminé second (72 points) derrière Ronaldo (222 points) et devant Zinédine Zidane (63 points).
Footballeur doué techniquement, connu pour son habileté technique, sa vision de jeu ainsi que son réalisme face au but, Mijatović est resté célèbre en marquant le but de la victoire pour le Real Madrid lors de la finale de la Ligue des champions 1998 contre la Juventus de Turin, offrant à nouveau le plus prestigieux trophée européen au club madrilène après 32 ans de disette.

## Carrière en club

### FK Partizan Belgrade
Pendant le mercato d'hiver 1989-1990, Predrag Mijatović est proche de signer avec Hajduk Split, après avoir négocié avec le directeur sportif de Hajduk Jurica Jerković et obtenu un pré-contrat de 50 000 Deutsche Mark, avant que le président du Partizan Mirko Marjanović n'intervienne et le convainc de venir à Belgrade. En décembre 2009, Partizan finit par payer une indemnité de transfert d'un million de DM à Budućnost pour Mijatović. L'intéressé déclare plus tard que la détérioration de la situation politique et sécuritaire en Yougoslavie a été un facteur important dans sa décision de ne pas signer au club croate.
Bien qu'il marque pour ses débuts avec le Partizan contre son ancien club, Budućnost, la première demi-saison de Mijatović dans son nouveau club est essentiellement une période de rodage dans le nouvel environnement, puisqu'il ne marque pas lors des 14 derniers matchs qui suivent jusqu'à la fin du championnat.
La saison suivante, la première complète de Mijatović au Partizan, lui permet de s'affirmer comme un éminent membre de l'équipe avec 14 buts en 33 matches de championnat. Cependant, leur incapacité à gagner un trophée combinée avec la rafle effectuée au niveau national et européen par l'Étoile rouge de Belgrade les laissent dans l'ombre constante de leurs voisins rivaux.
Pour sa part, Mijatović poursuit sa progression, devenant le chef de file incontesté de l'équipe pendant la saison 1991-1992 sous les ordres de l'entraîneur Ivica Osim et conduisant le Partizan à la victoire en finale de la Coupe yougoslave 1992 aux dépens des tenants du titre de la Ligue des champions, l'Étoile rouge de Belgrade. Il est également élu « footballeur yougoslave de l'année ».
Avant le début de la saison 1992-1993, l'éclatement de la République fédérale socialiste de Yougoslavie signifie que le nouveau championnat yougoslave ne se compose qu'exclusivement de clubs de Serbie et du Monténégro. Mijatović réalise une nouvelle saison impressionnante, en aidant son club à conjurer enfin leur mauvais sort face à l'Étoile rouge et les menant au titre de champion de Yougoslavie.
Depuis son arrivée au Partizan, Mijatović est approché par des clubs européens huppés tels que le Real Madrid CF, l'Atlético de Madrid et la Juventus, entre autres. Cependant, aucun d'entre eux n'expriment un intérêt suffisant et il signe finalement au Valence CF à l'été 1993. Plus tard, le président du Real Ramón Mendoza admet que l'échec de Robert Prosinečki lors de son passage à Madrid a refroidi les ardeurs de son club pour les jeunes Yougoslaves.

### Valence CF
Mijatović fait ses débuts en Liga le 5 septembre 1993, contre le Real Oviedo et devient immédiatement une pièce maîtresse de l'équipe de Guus Hiddink. Il marque ainsi 16 buts en 35 matchs de Liga dès sa première saison.
Après une progression constante, il obtient la récompense de « joueur de l'année » en Liga pour la saison 1995/96 où il mène Valence à la deuxième place avec 28 buts en 40 matchs.
Son rendement ne passe pas inaperçu par l'ogre espagnol du Real Madrid qui, désormais présidé par Lorenzo Sanz, recommence à courtiser Mijatović après avoir échoué à obtenir sa signature trois ans plus tôt.

### Real Madrid

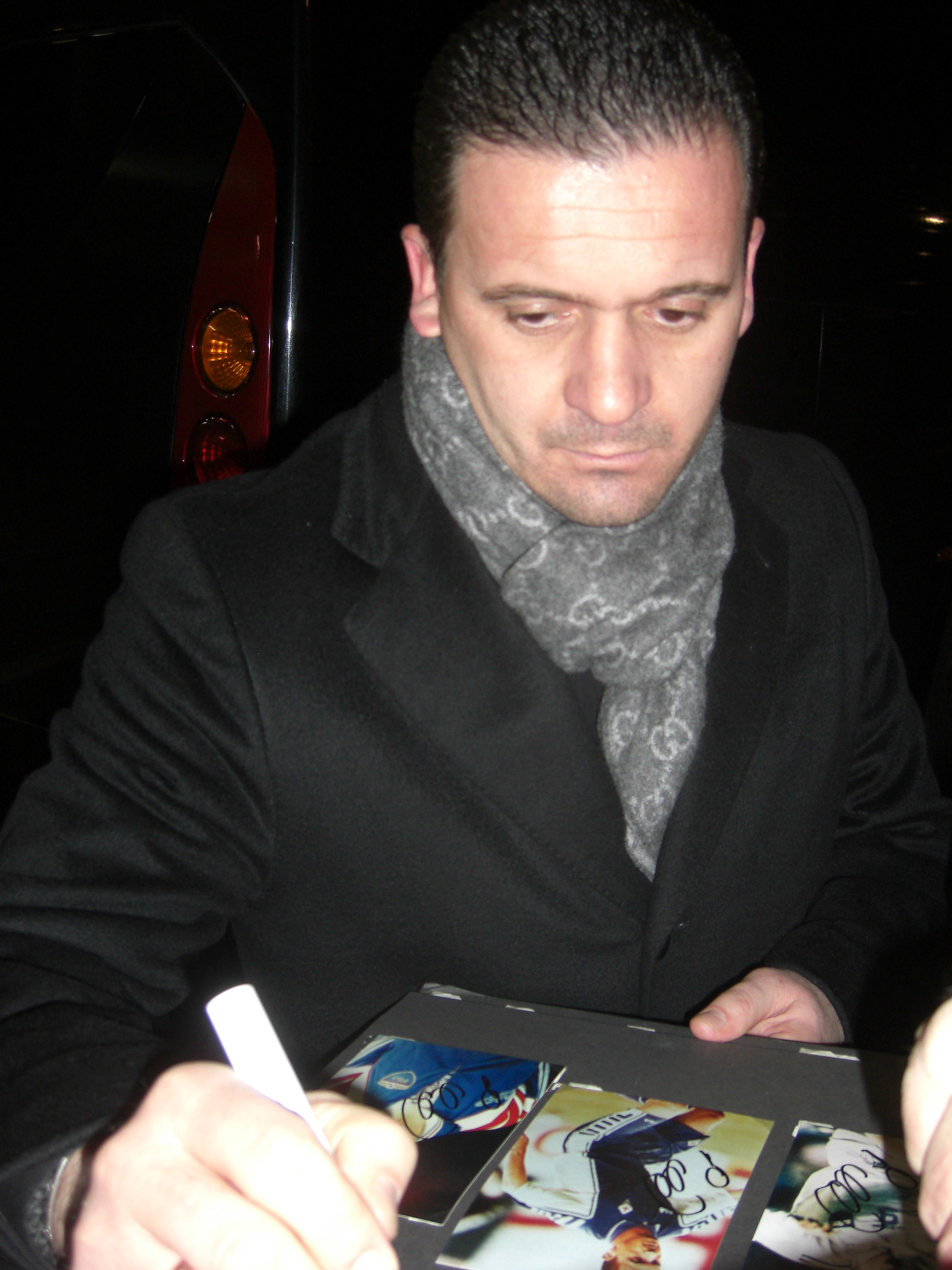
Predrag Mijatović en 2007.

À 27 ans, Mijatović arrive finalement à la capitale espagnole au cours de la période des transferts de l'été 1996. Au Real, il évolue dans un rôle de second attaquant voire meneur de jeu au sein d'un redoutable trident offensif qu'il forme avec Davor Šuker (une autre nouvelle recrue en provenance de Séville) et Raúl. Sous les ordres de Fabio Capello, Šuker et Mijatović prennent part à 38 matches du titre de champion d'Espagne 1996-1997, Šuker inscrivant 24 buts et Mijatović 14, tout en étant à l'origine de nombreux autres. À dix-neuf ans, Raúl joue dans chacun des 42 matchs de championnat, inscrivant 21 buts.
La saison suivante au Real n'est pas aussi fructueuse pour Mijatović d'un point de vue personnel. Il marque tout de même 10 buts en 24 matchs de championnat malgré des blessures, s'entendant bien avec l'attaquant émergent de 21 ans Fernando Morientes qui est arrivé en provenance du Real Saragosse au début de la saison et qui pousse Šuker sur le banc de touche à la fin de celle-ci. Bien que le FC Barcelone, emmené par Sonny Anderson, Luís Figo et Luis Enrique, remporte la course au titre en Liga, la saison est sauvée puisque l'insaisissable « Coupe aux grandes oreilles » est finalement de retour à Bernabéu après une attente de 32 ans. Le Real bat la Juventus en mai 1998 à l'Amsterdam ArenA, Mijatović marque le seul but du match, sa première réalisation de la saison en Ligue des champions.
Toutefois, après avoir été sur le toit du monde en mai, Mijatović revient au Real Madrid en août avec un sentiment mitigé en raison de sa piètre performance à la Coupe du monde 1998. La saison suivante s'est avérée être sa dernière avec le club royal. En dépit de la victoire en Ligue des champions, le contrat de l'entraîneur Jupp Heynckes n'est pas prolongé. La nouvelle configuration tactique employée d'abord par José Antonio Camacho puis par Guus Hiddink relègue souvent Mijatović hors de son poste de prédilection, sur l'aile, tandis que Raúl-Morientes est le duo d'attaquants préféré la plupart du temps. Bien qu'il retrouve par moments sa classe d'antan, les performances de Mijatović sont trop irrégulières pour un club de la stature du Real. Même après le limogeage d'Hiddink à la mi-saison, ce n'est toujours pas le début de jours meilleurs pour Mijatović, il entre même en conflit avec le nouvel entraîneur John Toshack. Après s'être fait sortir en quarts de finale de la Ligue des champions par le Dynamo Kiev d'Andriy Chevtchenko et ne pas avoir gagné le championnat pour la deuxième saison consécutive, des changements sont clairement à prévoir surtout en connaissant l'humeur changeante des supporters du Real. Ils laissent peu à peu place au prometteur Nicolas Anelka d'Arsenal. La direction décide que les meilleurs jours du trentenaire Mijatović sont désormais derrière lui et le vend à la Fiorentina à la fin de la saison.

### ACF Fiorentina
À Florence, Mijatović joue sous les ordres de Giovanni Trapattoni puis Fatih Terim et avec la concurrence en attaque de Gabriel Batistuta et Enrico Chiesa. Heureusement pour les trois, Trapattoni est favorable à une formation offensive cette saison, permettant à chaque attaquant d'obtenir sa part de temps de jeu. Cela conduit également Mijatović à reculer à nouveau au milieu de terrain, un rôle auquel il s'est adapté rapidement.

## Carrière internationale

### Débuts internationaux
Mijatović commence sa carrière internationale dans les catégories jeunes de l'équipe de l'ex-Yougoslavie. En 1987, il est inclus dans l'équipe pour la Coupe du monde des moins de 20 ans avec le Croate Davor Šuker et son camarade monténégrin Branko Brnović. « Peda » marque deux buts et la Yougoslavie remporte le titre.
Parallèlement au transfert de Mijatović de Valence au Real Madrid, la Yougoslavie retrouve les matchs de compétition internationaux après une interdiction de quatre ans en raison de l'embargo des Nations unies. Naturellement, à ce moment star du football européen, Mijatović joue également un rôle de premier plan pour la Yougoslavie. Évoluant dans un rôle d'attaquant pure pour son pays, il marque alors apparemment à volonté. Fin 1997, lors des deux matchs de barrage éliminatoires pour la Coupe du monde contre la Hongrie, il marque 7 buts (un hat-trick lors du match aller à Budapest et 4 buts au retour au Marakana). La Yougoslavie écrase son adversaire 12-1 sur l'ensemble des deux matchs et se qualifie pour la Coupe du monde 1998 en France.

### Coupe du monde 1998
Les attentes autour de l'équipe sont sans doute importantes. La Yougoslavie est alors considérée comme l'un des outsiders de France 98 avec une équipe pleine de joueurs qui jouent les premiers rôles dans les grands clubs européens. Âgé de 29 ans, Mijatović est au sommet de sa carrière et aborde le tournoi sur une bonne note après son succès en Ligue des champions. En outre, avec 14 buts marqués lors de la campagne de qualification, il est attendu comme l'un des meilleurs buteurs de la phase finale. Il affiche lui-même sa confiance, suggérant même prudemment que la Yougoslavie ira loin dans le tournoi.
Cependant, il affiche un niveau de jeu bien en deçà des attentes, marquant un seul but en 4 matchs, un but chanceux lors du premier tour contre l'Allemagne qui lui a été décerné après un examen vidéo car il semblait d'abord que Dejan Stanković poussait le ballon dans les filets. Pour rajouter à sa contre-performance, Mijatović tire un penalty crucial sur la barre transversale lors du huitième de finale contre les Pays-Bas que la Yougoslavie perd par la suite sur un but d'Edgar Davids dans les arrêts de jeu.

### Qualification pour l'Euro 2000
Au début du cycle de qualification pour l'Euro 2000, Mijatović continue d'être un titulaire indiscutable pour le nouvel entraîneur yougoslave Milan Živadinović. La situation ne change pas quand Vujadin Boškov prend les rênes de la sélection à mi-parcours des qualifications. Pour sa part, Mijatović répond avec quelques matchs solides. L'histoire se répète avec une campagne de qualification difficile pour les Yougoslaves, mais Mijatović trouve encore les moyens d'être utile avec quelques passes décisives.
Le match décisif a lieu en octobre 1999 contre la Croatie. Dans une atmosphère très tendue, Mijatović vient briser la glace en marquant d'une tête acrobatiques en première mi-temps pour égaliser à 1-1. Le score final 2-2 qualifie directement la Yougoslavie pour le championnat d'Europe en Belgique et en Hollande.

### Euro 2000
À 31 ans lors du tournoi final, Mijatović est libre de toute pression et grandes attentes personnelles qui l'ont poursuivi au cours du Mondial deux ans plus tôt. Il joue toujours les quatre matchs de la Yougoslavie, mais dans une position plus en retrait depuis l'émergence de Savo Milošević qui s'impose comme le buteur de l'équipe nationale. Mijatović ne marque pas en quatre matchs et réalise un tournoi assez discret.

## International
- Première sélection à Kuopio (Finlande) le 23 août 1989 : Finlande - Yougoslavie (2-2)
- 73 sélections (26 buts) pour la Yougoslavie, puis la Serbie-et-Monténégro.

## Palmarès
Partizan Belgrade
- Vainqueur du Championnat de Yougoslavie en 1993
- Vainqueur de la Coupe de Yougoslavie en 1992

 Real Madrid
- Vainqueur de la Coupe intercontinentale en 1998
- Vainqueur de la Ligue des champions en 1998
- Vainqueur du Championnat d'Espagne en 1997
- Vainqueur de la Supercoupe d'Espagne en 1997

 ACF Fiorentina
- Vainqueur de la Coupe d'Italie en 2001

 Yougoslavie -20 ans
- Vainqueur de la Coupe du monde des moins de 20 ans en 1987

## Distinctions personnelles
- Ballon d'argent en 1997
- Meilleur buteur de la phase qualificative "zone Europe" lors des éliminatoires de la Coupe du Monde de 1998 avec 14 buts

## Personnel
Ses neveux sont footballeurs. Đorđije Ćetković est footballeur professionnel au Hansa Rostock, entre autres, de 2006 à 2009. Son frère Marko, pour ses meilleures années, au FK Mogren.